# Remo Pianezzi

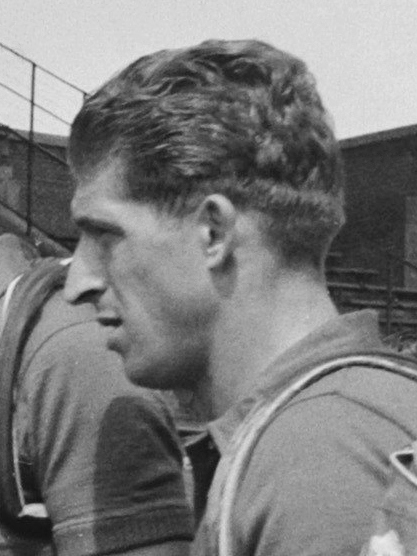
Remo Pianezzi (1954)

Remo Pianezzi (* 27. Februar 1927 in Bracciano; † 8. Januar 2015) war ein Schweizer Radrennfahrer und nationaler Meister im Radsport.
Als Amateur gewann Remo Pianezzi 1949 den Giro del Mendrisiotto und 1950 die Meisterschaft von Zürich. 1951 wurde er nationaler Meister im Mannschaftszeitfahren mit seinem Verein RV Zürich. Von 1952 bis 1957 war er Profi-Radrennfahrer im schweizerischen Cilo-Team. 1953 siegte Pianezzi bei der Nordwestschweizer Rundfahrt und bei der Stausee-Rundfahrt Klingnau. 1954 entschied er die Tour du Lac Léman für sich.
Remo Pianezzi wurde besonders bekannt als Wasserträger von Hugo Koblet, mit dem gemeinsam er mehrfach das Team wechselte und zweimal die Tour de France fuhr. 1950 wurde Platz 50 seine beste Platzierung bei der Tour. Während seiner sportlichen Karriere wurde er auch Tessiner Meister im Fussball und im Boccia.

## Grand-Tour-Platzierungen
| Grand Tour            | 1953 | 1954 | 1955 | 1956 |
| --------------------- | ---- | ---- | ---- | ---- |
| Vuelta a EspañaVuelta | –    | –    | –    | 25   |
| Giro d’ItaliaGiro     | 55   | 65   | 66   | –    |
| Tour de FranceTour    | 57   | 50   | –    | 62   |